# Гросс-Пойнт-Шорс (Мічиган)
Гросс-Пойнт-Шорс (англ. Grosse Pointe Shores) — місто (англ. city) в США, в округах Маком і Вейн штату Мічиган. Населення — 2647 осіб (2020).

## Географія
Гросс-Пойнт-Шорс розташований за координатами 42°27′4″ пн. ш. 82°52′13″ зх. д. / 42.45111° пн. ш. 82.87028° зх. д. (42.451122, -82.870289).  За даними Бюро перепису населення США в 2010 році місто мало площу 49,79 км², з яких 2,98 км² — суходіл та 46,82 км² — водойми.

## Демографія
Згідно з переписом 2010 року, у місті мешкало 3008 осіб у 1201 домогосподарстві у складі 911 родини. Густота населення становила 60 осіб/км².  Було 1350 помешкань (27/км²).
Расовий склад населення:
| - 92,8 % — білих - 3,8 % — азіатів - 1,9 % — чорних або афроамериканців - 0,3 % — корінних американців |

До двох чи більше рас належало 1,0 %. Частка іспаномовних становила 1,9 % від усіх жителів.
За віковим діапазоном населення розподілялося таким чином: 19,6 % — особи молодші 18 років, 52,8 % — особи у віці 18—64 років, 27,6 % — особи у віці 65 років та старші. Медіана віку мешканця становила 52,2 року. На 100 осіб жіночої статі у місті припадало 100,3 чоловіків;  на 100 жінок у віці від 18 років та старших — 95,6 чоловіків також старших 18 років.
Середній дохід на одне домашнє господарство  становив 208 606 доларів США (медіана — 139 074), а середній дохід на одну сім'ю — 236 501 долар (медіана — 153 897). Медіана доходів становила 132 500 доларів для чоловіків та 64 896 доларів для жінок. За межею бідності перебувало 1,4 % осіб, у тому числі 1,3 % дітей у віці до 18 років та 0,1 % осіб у віці 65 років та старших.
Цивільне працевлаштоване населення становило 1348 осіб. Основні галузі зайнятості: освіта, охорона здоров'я та соціальна допомога — 37,5 %, фінанси, страхування та нерухомість — 11,3 %, виробництво — 11,2 %.